# Serra del Frare (Cabrera d'Anoia)
La Serra del Frare és una serra situada al municipi de Cabrera d'Anoia a la comarca de l'Anoia, amb una elevació màxima de 303 metres.